# Furcarcturus polarsterni
Furcarcturus polarsterni är en kräftdjursart som beskrevs av Baltzer, Held och Johann-Wolfgang Wägele 2000. Furcarcturus polarsterni ingår i släktet Furcarcturus och familjen Antarcturidae. Inga underarter finns listade i Catalogue of Life.